# Ottilie von Bistram
Ottilie Alexandrine Helene Freiin von Bistram (* 8. Juli 1859 in Riga; † 19. Juli 1931 in Bayreuth) war eine deutsche Frauenrechtlerin und Schriftstellerin.

## Leben
Sie kam als Tochter von Konstantin Friedrich Johann Freiherr von Bistram, Herr auf Krottuschen, in Riga zur Welt. Bereits wenige Jahre nach ihrer Geburt zog die Familie nach Dresden um, wo Bistram aufwuchs und ihre Erziehung erhielt. Später widmete sie sich Studien der Literatur, Kunstgeschichte, Anatomie und Orthopädie und legte ein Staatsexamen ab. Bistram zog nach Beendigung der Ausbildung in die Schweiz um.
Zunehmend beschäftigte sie sich mit der Rolle der Frau und trat für eine erweiterte Schulbildung von Mädchen auf. In Frauenbildung, Frauenstudium forderte sie 1893 das Recht der Frau auf ein Universitätsstudium. Auf dem Internationalen Frauen-Kongress in Berlin hielt sie 1897 einen Vortrag über Das erste Mädchen-Gymnasium in Karlsruhe und trat in der Folgezeit regelmäßig an Mädchen-Gymnasien mit Vorträgen auf, womit „sie sich [unter Zeitgenossen] einen Namen gemacht“ hat. Öffentlich setzte sie sich mit einer Publikation mit der antifeministischen Schrift Über den physiologischen Schwachsinn des Weibes von Paul Julius Möbius auseinander, der daraufhin in der 5. Auflage seines Werks im Vorwort auf ihre Entgegnung Bezug nimmt, das Werk jedoch als „zu ungeordnet“ bezeichnet, „als dass ich einen Auszug geben könnte.“
Bistram, die schon im Kleinkindalter mit ihren Eltern Weltreisen unternommen hatte, bereiste auch in späteren Jahren regelmäßig verschiedene Länder, auf denen sie die soziale Lage der Frau studierte. Ihre Ergebnisse veröffentlichte sie in Form von Reiseskizzen in Zeitungen und Zeitschriften. Zudem erschienen Artikel zur Frauenfrage, aber auch Erzählungen und Gedichte im Druck. Um 1900 war sie Vorsitzende des Vereins „Frauen-Bildungsabteilung“ in Wiesbaden.
Sie verstarb 1931 in Bayreuth.

## Werke (Auswahl)
- Ueber den physiologischen Schwachsinn des Weibes. Eine Entgegnung. Berlin 1892.
- Frauenbildung, Frauenstudium. Vortrag. Lucas, Elberfeld 1893.
- Das erste Mädchengymnasium zu Karlsruhe. 1897.[4]
- Zur Frauenfrage. 1899.
- Die Frau des neuen Jahrhunderts. 1900.
- Ibsen's Nora und die wahre Emanzipation der Frau. Vortrag. Lützenkirchen & Bröcking, Wiesbaden 1900.